# 篠原栄作
篠原 栄作（しのはら よしなお）は、日本の官僚。元会計検査院事務総長。

## 人物
東京都出身。1988年東京大学経済学部卒、会計検査院入庁。

## 略歴
- 国家公務員採用Ⅰ種試験（経済）合格
- 1988年4月：会計検査院採用
- 2006年12月：第5局上席調査官（特別検査担当）付専門調査官
- 2006年12月：北海道監査委員事務局採用定期監査室長
- 2008年12月：会計検査院採用事務総長官房上席情報処理調査官付統括情報処理調査官
- 2009年4月：事務総長官房総務課企画官（事務総長官房担当）
- 2010年4月：事務総長官房総務課渉外広報室長
- 2010年12月：第3局上席調査官（道路担当）
- 2012年4月：第4局文部科学検査第2課長
- 2013年5月：事務総長官房上席企画調査官
- 2015年4月：第1局総務検査課長
- 2016年4月：事務総長官房人事課長
- 2018年3月：事務総長官房審議官（第2局担当）
- 2019年7月：事務総長官房総括審議官
- 2020年4月：第2局長
- 2021年4月：第1局長
- 2023年1月：会計検査院事務総局次長
- 2024年1月：会計検査院事務総長
- 2025年3月：定年退職